# Callas (cràter)
Callas és un cràter d'impacte en el planeta Venus de 33,8 km de diàmetre. Porta el nom de Maria Callas (1923-1977), cantant d'òpera grega-estatunidenca, i el seu nom va ser aprovat per la Unió Astronòmica Internacional el 1991.